# Mühlenstraße (Parchim)

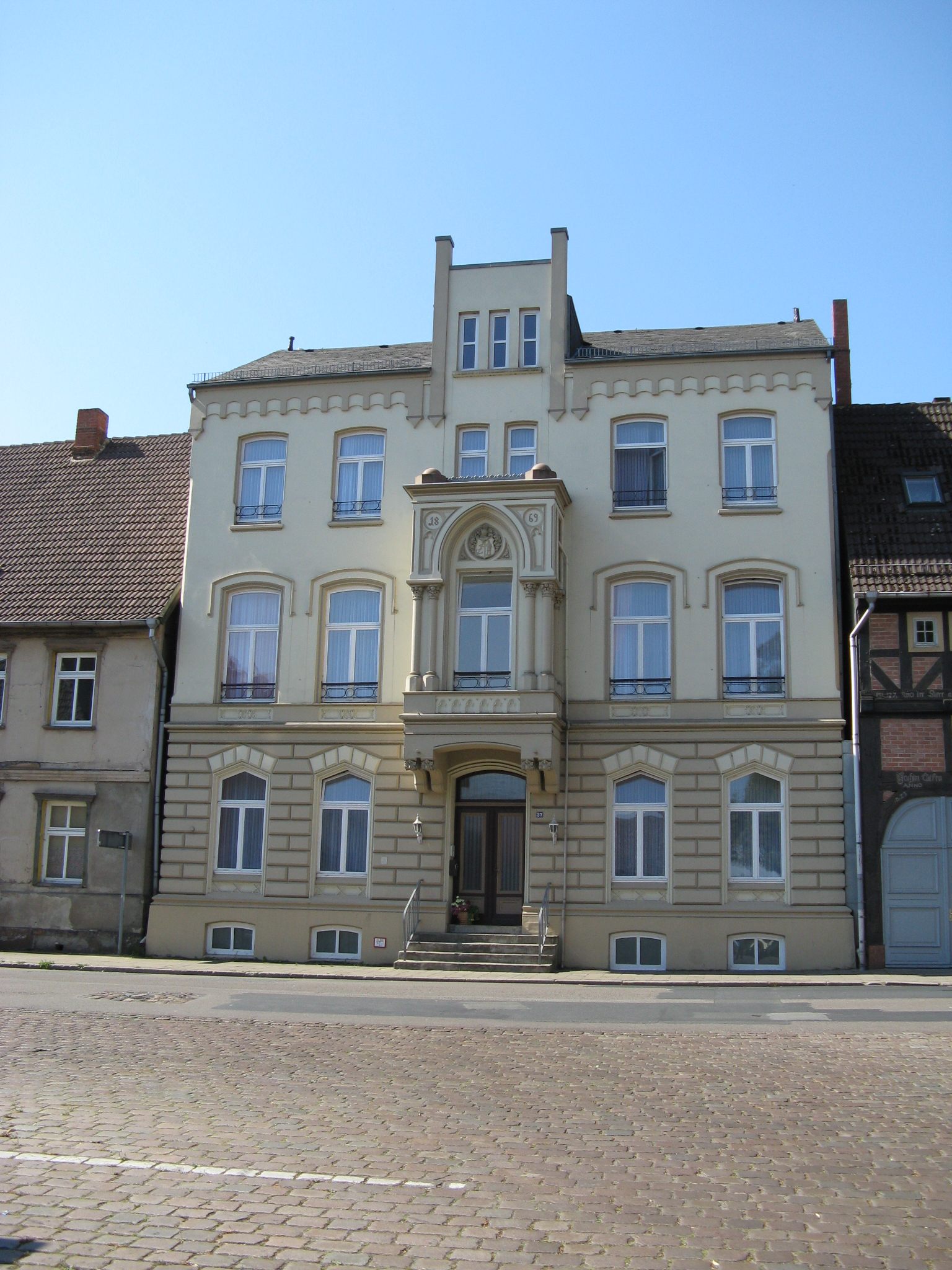
Nr. 37

Die historische Mühlenstraße in Parchim führt in der westlichen Altstadt in Süd- und dann West-Ost-Richtung von der Piepenhägerstraße und Langenstraße zu den Straßen und Am Mühlenberg.

## Nebenstraßen

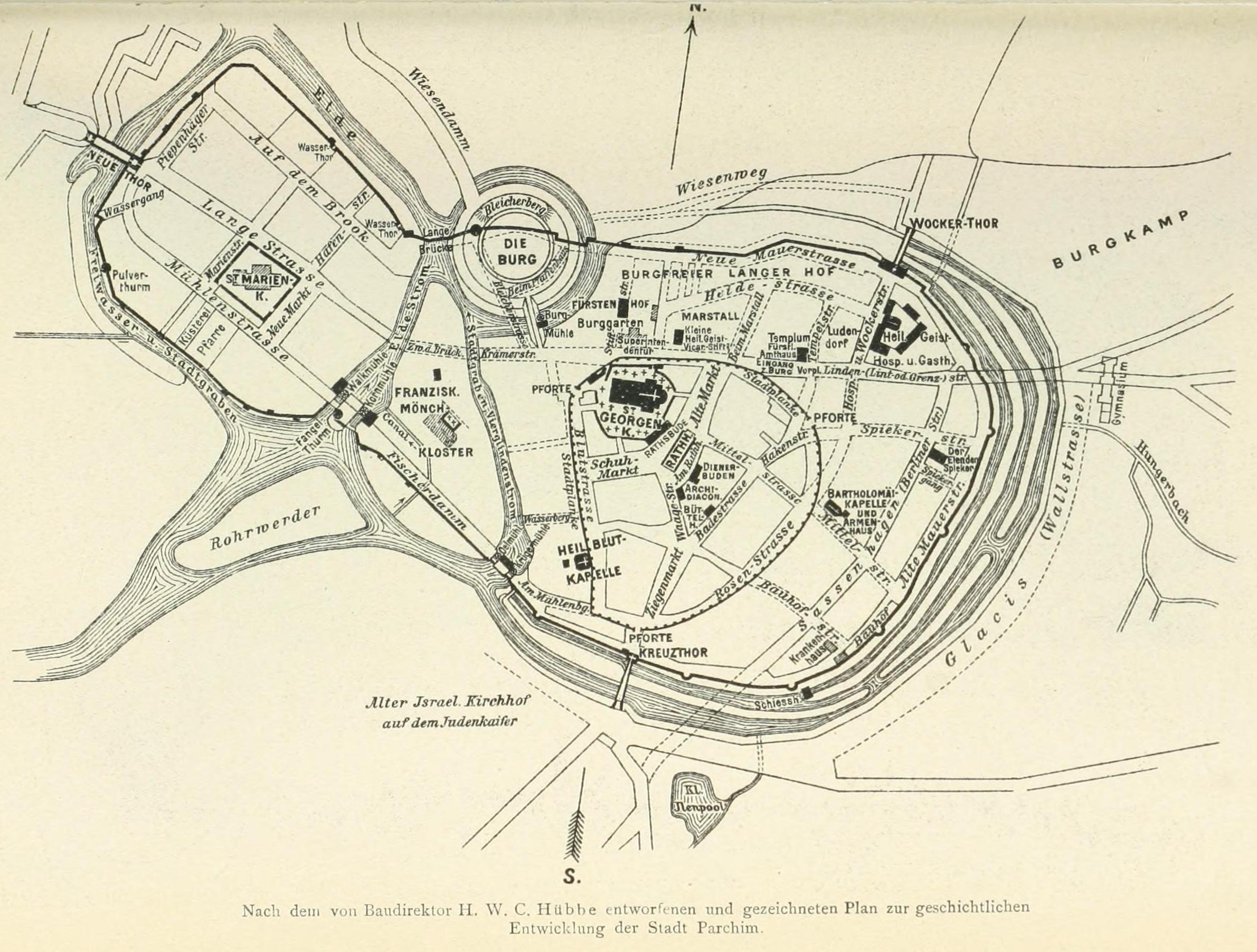
Parchim im Mittelalter

Die Nebenstraße und Anschlussstraßen wurden benannt als Piepenhägerstraße vielleicht nach einer Abgabestelle für Tabakpfeifen (piep=Pfeife, uphägt=aufgehoben), um die Feuergefahr zu mindern, Lange Straße auf Grund ihrer Länge, Wassergang um 1870 nach Abriss der Stadtmauer als Weg zur Elde, St. Marien-Straße nach der Marienkirche in der Neustadt, Hafenstraße, die zur Elde führt, Neuer Markt als neuer Markt in der Weststadt und Fischerdamm nach dem Damm an der Elde.

## Geschichte

### Name
Die Mühlenstraße (früher Mühlendamm) wurde nach den früheren Mühlen zunächst 1485 als platea moladina benannt.

### Entwicklung

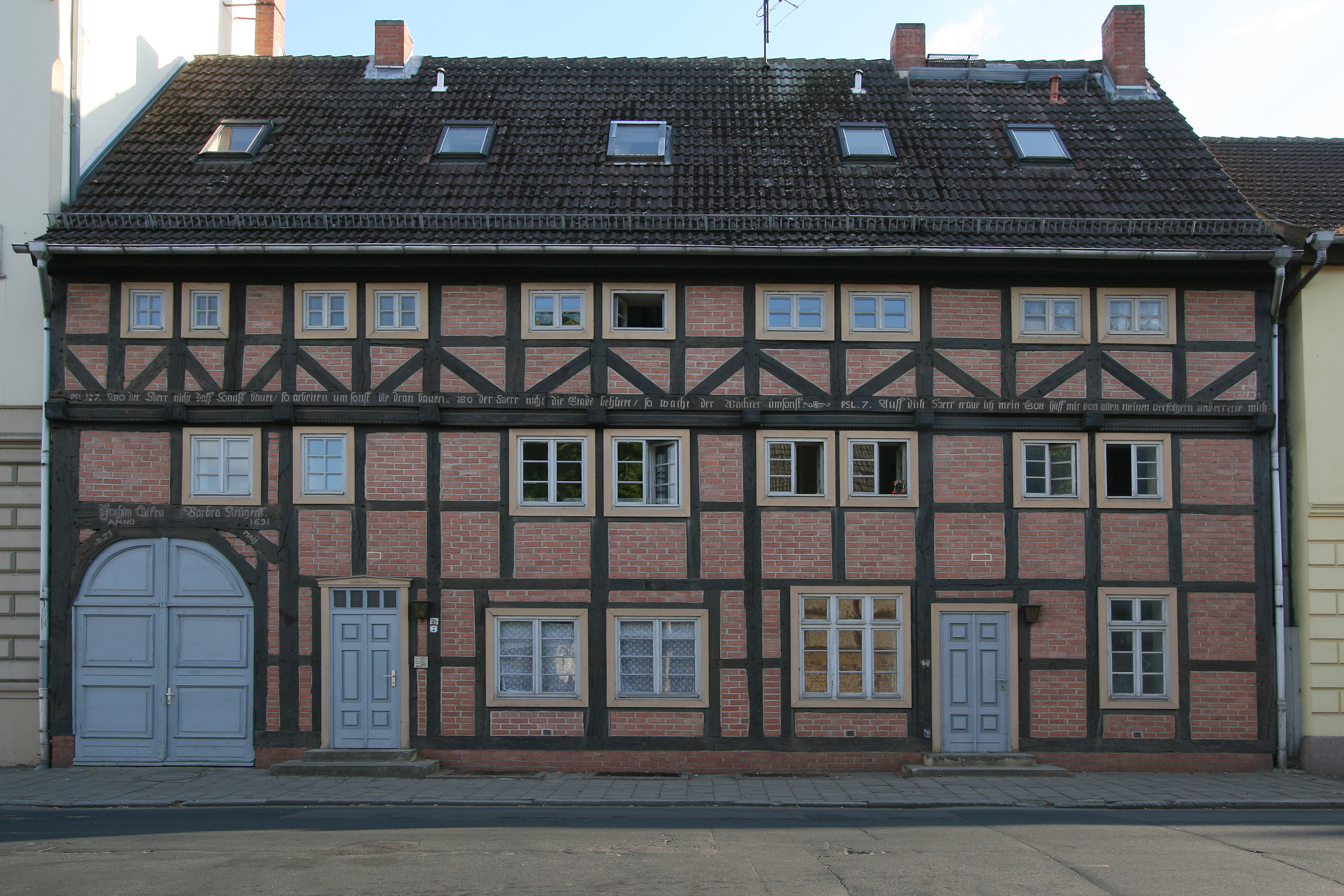
Nr. 38

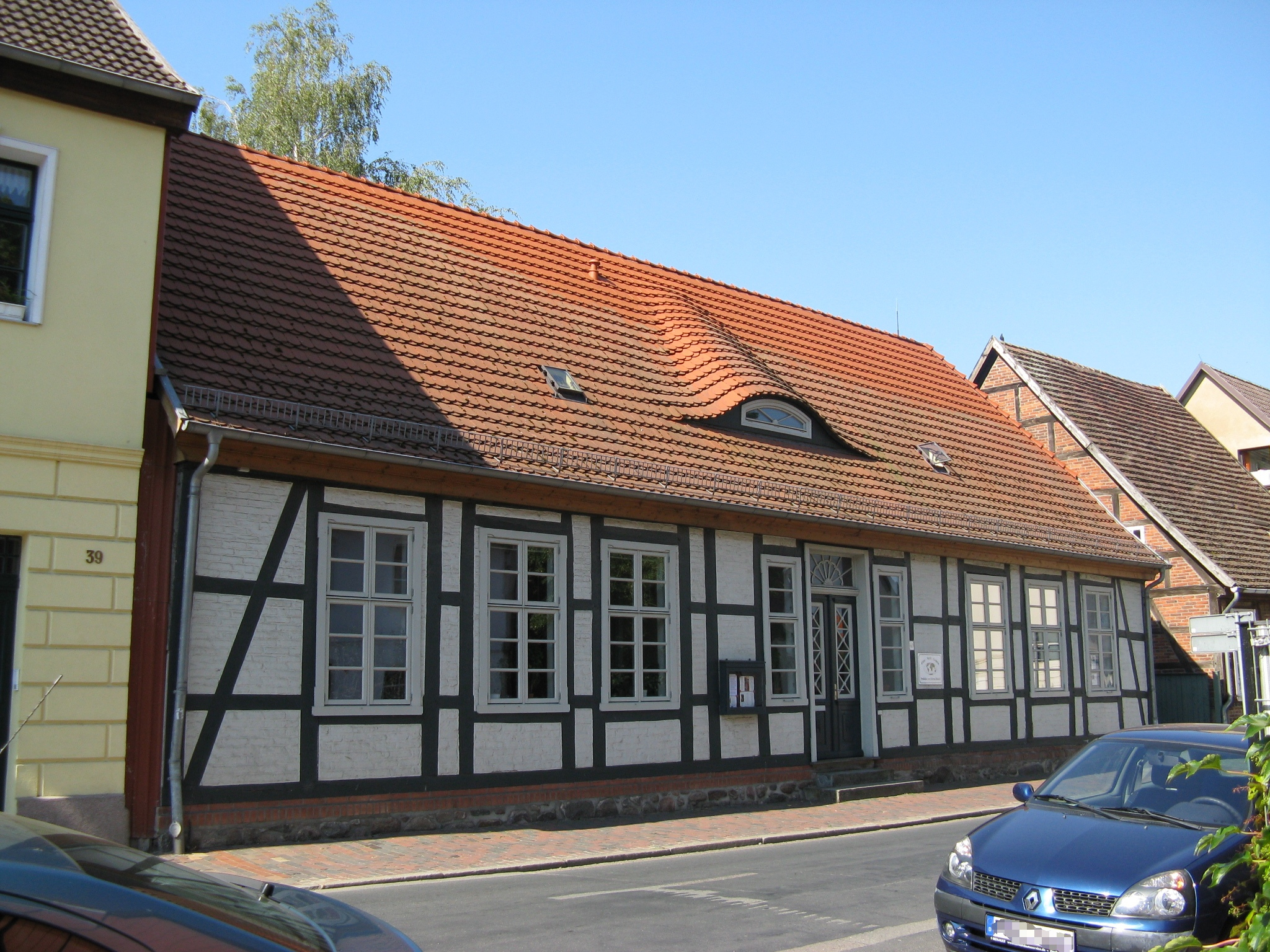
Nr. 40: Pfarrhaus

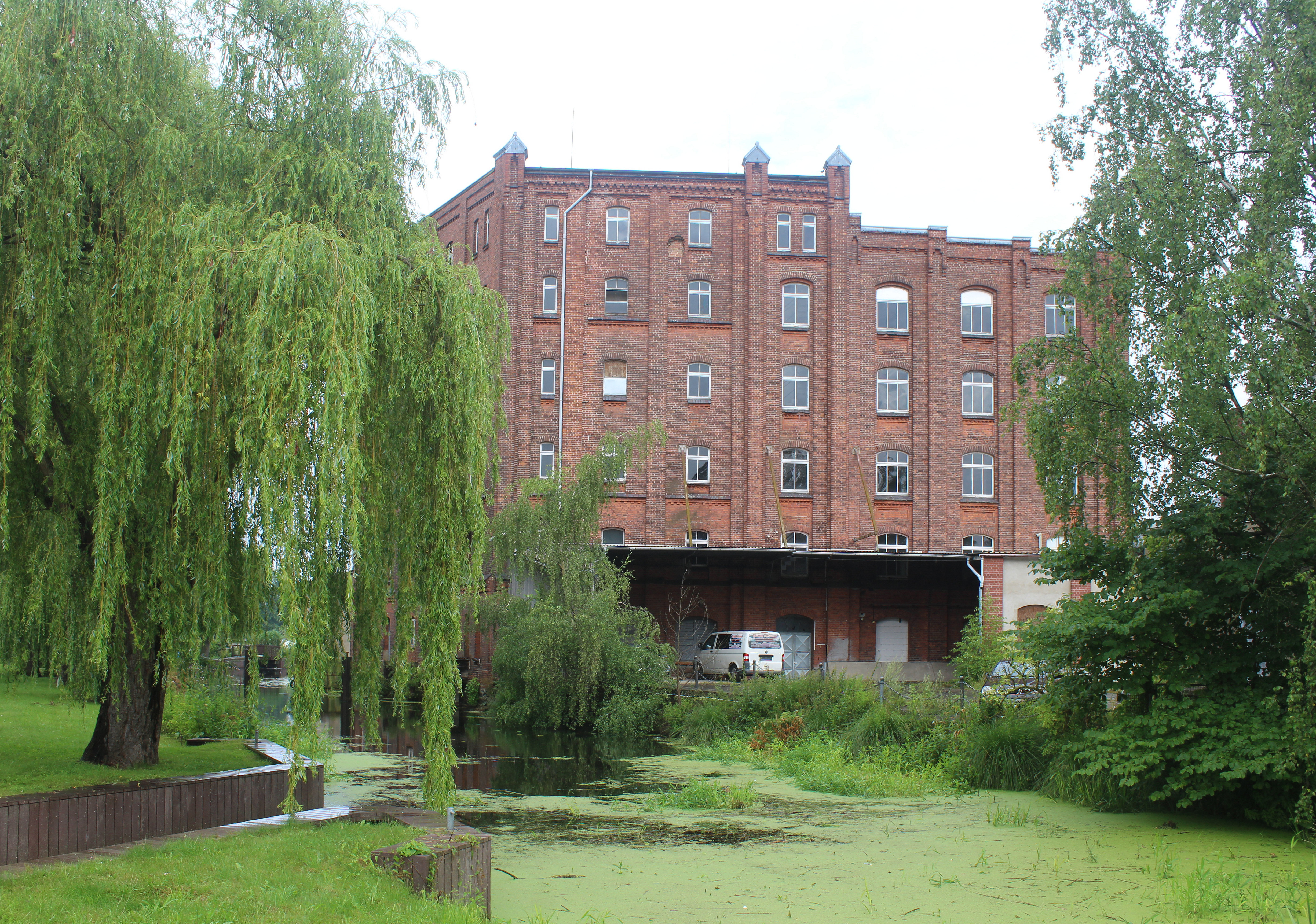
Mühle

Im Frühmittelalter bestand eine slawische Siedlung. 1170 wurde die Burg erwähnt, in der von 1238 bis 1248 der Landesfürst residierte. 1282 schlossen sich die alte Stadt und die Neustadt von 1240 zusammen. 1289 brannte ein Teil der Altstadt ab. 1612 vernichtete ein weiterer Brand große Teile der Stadt.
Die Mühlenstraße entstand als Weg Mitte des 13. Jahrhunderts durch den Erdaushub für den Stadtgraben. Parchim war seit Jahrhunderten Zentrum der Weber und Tuchmacher; 1764 waren es 54. Diese Handwerker wohnten um die Hälfte an der Mühlenstraße oder westlich der Elde. An der Straße (s. bei Nr. 24) siedelt sich im 19. Jh. eine Tuchfabrik an, die wohl bis 1990 noch produzierte.
Die industrielle Elde-Mühle von 1858 und um 1860 erhielt 1897 einen Neubau. Die Planung für eine Kulturmühle erfolgte 2019/2020.
Ab 1991 wurde die historische Altstadt und so auch die Straße und ihre Häuser im Rahmen der Städtebauförderung saniert.

## Gebäude, Anlagen (Auswahl)
An der Straße stehen zumeist ein- bis dreigeschossige Häuser. Die mit (D) gekennzeichnete Häuser stehen unter Denkmalschutz.
Nordostseite
- Nr. 12: 2-gesch. Wohnhaus (D)
- St. Marien-Straße Ecke Mühlenstraße: St.-Marien-Kirche als gotische dreischiffige Backstein-Hallenkirche von ab 1250; im frühen 14. Jahrhundert fertiggestellt sowie zweijochiger gotischer Anbau vom 15. Jh.
- Neuer Markt Nr. 5 Ecke Mühlenstraße: 2-gesch. verputztes Wohn- und Geschäftshaus mit Gaststätte
- Nr. 24: 1-gesch. Supermarkt mit Parkplatz. Zuvor direkt an der Straße: Alte Tuchfabrik 1895 abgebrannt, dann Neubau einer 4-gesch. verklinkerten Tuchfabrik von vor 1900, die 2005 abbrannte.[4]
- Brücke über den Nebenarm der hier geteilten Elde
- Fischerdamm Nr. 2–3: 3- bis 5-gesch. ehem. verklinkerte Elde-Mühle von 1897 (D), 1858 baute Mencke als Pächter der Städtischen Kornmühle gegenüber der Wassermühle ein Getreidesilo und danach um 1860 eine Dampfmühle, die später abbrannten, 1897 Neubau, 1947 verstaatlicht, 1993 privatisiert und modernisiert, um 2008 geschlossen und verkauft, 2010 Ausbau der Technik, Weiterverkauf des Gebäudes an den Landkreis und Umbauplanung als Spielstätte Junges Staatstheater für das Mecklenburgische Landestheater als Kulturmühle mit einem 4-gesch. Neubau nach Plänen von Architektenbüro D/Form, Berlin.[5]

Südwestseite
- Nr. 31: Gebäude mit der Hafenterrasse
- Nr. 35: 2-gesch. Wohnhaus (D)
- Nr. 36: 2-gesch. Wohnhaus (D)
- Nr. 37: 3-gesch. verputztes Wohnhaus aus der Gründerzeit von um 1870 im historisieren Tudorstil (D) mit mittigem Erker und Dachhaus, nach 1995 saniert
- Nr. 38: 3-gesch. Wohnhaus als Fachwerkhaus
- Nr. 39: 2-gesch. verputztesWohnhaus
- Nr. 40: 1-gesch. Pfarrhaus (D) Fachwerkhaus mit Satteldach und Fledermausgaube, Haus der evangelischen Kirchengemeinde St. Marien und Damm
- Nr. 41: 1-gesch. Haus (D), Fachwerkhaus
- Nr. 45: 2-gesch. Pension Mecklenburger Hof
- Nr. 46: 2-gesch. Wohnhaus (D)
- Nr. 48: 1-gesch. Wohnhaus (D)
- Nr. 55: 1-gesch. Wohnhaus (D)
- Nr. 59: 1-gesch. Wohnhaus (D)
- Lange Straße Ecke Mühlenstraße: 1-gesch. Gaststätte Watergate

Nachrichtlich
- Wasserwanderrastplatz im Hafen Parchim Fischerdamm